# (531077) 2012 DB99
(531077) 2012 DB99 est un objet transneptunien en résonance 2:3 avec Neptune, donc un plutino.